# 兌卦

兌卦

兌卦，簡稱兌，為八卦的其中一卦，畫做☱，代表澤。同時為六十四卦之中的第五十八卦，上下卦都是八卦之中的兌卦，就是☱，都是代表澤，所以兌卦就畫成䷹。為方便記住卦象，有個名叫兌為澤。

## 卦辭
亨，利貞。
彖曰：兌，說也。 剛中而柔外，說以利貞，是以順乎天，而應乎人。 說以先民，民忘其勞；說以犯難，民忘其死；說之大，民勸矣哉！
象曰：麗澤，兌；君子以朋友講習。

## 爻辭
初九：和兌，吉。
九二：孚兌，吉，悔亡。
六三：來兌，凶。
九四：商兌，未寧，介疾有喜。
九五：孚於剝，有厲。
上六：引兌。